# Mirosława Dabert
Mirosława Dabert – polska biolog, dr hab. nauk biologicznych, profesor nadzwyczajny i kierownik Wydziałowej Pracowni Technik Biologii Molekularnej Wydziału Biologii Uniwersytetu im. Adama Mickiewicza w Poznaniu.

## Życiorys
22 września 1999 obroniła pracę doktorską Transformacja roślin genem inhibitora proteazowego II z ziemniaka i analiza aktywności inhibitora, 28 lutego 2014 habilitowała się na podstawie oceny dorobku naukowego i pracy zatytułowanej Markery DNA w badaniach taksonomicznych i ewolucyjnych roztoczy (Arachnida: Actinotrichida, Anactinotrichida). Została zatrudniona na stanowisku adiunkta w Wydziałowej Pracowni Technik Biologii Molekularnej na Wydziale Biologii Uniwersytetu im. Adama Mickiewicza w Poznaniu.
Jest zatrudniona na stanowisku profesora nadzwyczajnego i kierownika Wydziałowej Pracowni Technik Biologii Molekularnej Wydziału Biologii Uniwersytetu im. Adama Mickiewicza w Poznaniu.

## Niektóre publikacje
- Glutamate Dehydrogenase (GDH) Genes im Yellow Lupine[1]
- 2005: Cloning and sequencing of FAD-3 desaturase gene from winter oilseed rape (Brassica napus L.) lines characterized by differentiated content of linolenic acid[1]
- 2005: Anti-peptide specific antibodies for the characterization of different glutamate dehydrogenase subunits in yellow lupine[1]
- 2010: The cereal rust mite Abacarus hystrix (Acari: Eriophyoidea) is a complex of species: evidence from mitochondrial and nuclear DNA sequences[1]
- 2010: Molecular evidence for species separation in the water mite Hygrobates nigromaculatus Lebert, 1879 (Acari, Hydrachnidia): evolutionary consequences of the loss of larval parasitism[1]
- 2017: Diverse origin of mitochondrial lineages in Iron Age Black Sea Scythians[1]